# قادر اشپاری
قادر اشپاری (زاده سپتامبر ۱۹۶۷ در کابل) خواننده و آهنگساز اهل افغانستان است.

## زندگی‌نامه
قادر اشپاری در شهر کابل متولد شد. او از سن پنج سالگی به موسیقی علاقه داشت و از همان دوران شروع به یادگرفتن آلات موسیقی کرد. در نوجوانی با خانواده‌اش افغانستان را ترک کرد ابتدا به پاکستان و سپس به آلمان رفتند و مدتی بعد به ایالات متحده آمریکا مهاجرت کردند. دوران مکتب و لیسه را در شهر لاس وگاس ایالت نوادا گذراند و برای ادامه تحصیل به ایالت کالیفرنیا رفت و در رشته علوم کامپیوتر مدرک گرفت. پس از آن به عنوان مهندس پشتیبان فنی در شرکت آی‌بی‌ام مشغول به کار شد.

## فعالیت‌ها
او پس از سه سال کار برای شرکت آی‌بی‌ام تصمیم گرفت تا موسیقی را ادامه دهد، ابتدا کارش را با آهنگسازی شروع کرد. قادر اشپاری از نخستین آهنگسازان افغان است که صداهای آلات مختلف موسیقی افغانستان را در کیبورد و کامپیوتر تنظیم کرد. قادر اشپاری تاکنون شش آلبوم موسیقی به صورت رسمی منتشر کرده و برای پیش از صد آلبوم موسیقی از دیگر خوانندگان افغان آهنگ ساخته است. وی در حال حاضر در شهر فریمانت ایالت کالیفرنیا ساکن است.

## آهنگ‌شناسی

### آلبوم‌ها
| سال انتشار | نام آلبوم  |
| ---------- | ---------- |
| ۱۹۹۶       | سرود عاشقی |
| ۱۹۹۷       | صبرینا     |
| ۱۹۹۸       | سیاه مو    |
| ۲۰۰۱       | فقط تو     |
| ۲۰۰۳       | ساحل عشق   |
| ۲۰۰۵       | نازی جان   |
| ۲۰۰۹       | نسل        |